# Любомір Секераш
Любомір Секераш (словац. Ľubomír Sekeráš; народився 18 листопада 1968 у м. Тренчин, ЧССР) — словацький хокеїст, захисник. 
Вихованець хокейної школи «Дукла» (Тренчин). Виступав за «Дукла» (Тренчин), «Тржинець», «Міннесота Вайлд», «Седертельє», «Даллас Старс», «Локомотив» (Ярославль), «Нюрнберг Айс-Тайгерс», «Мальме Редгокс», ХК «Злін».
У складі національної збірної Чехословаччини (1990—1992) провів 16 матчів (1 гол). У складі національної збірної Словаччини провів 152 матчі (29 голів); учасник зимових Олімпійських ігор 1994, учасник чемпіонатів світу 1994 (група C), 1995 (група B), 1996, 1997, 1999, 2000 і 2001, учасник Кубка світу 1996. 
Срібний призер чемпіонату світу (2000). Чемпіон Чехословаччини (1992). Чемпіон Словаччини (1994). Срібний призер чемпіонату Чехії (1998), бронзовий призер (1999).